# Бауманская организованная преступная группировка
Бауманская организованная преступная группировка — одна из самых известных преступных группировок Москвы 1990-х годов. 

## История создания и первые годы существования

Валерий Длугач

Владислав Ваннер

Бауманская ОПГ оформилась к 1988 году. Лидером её стал Владислав Ваннер по кличке «Бобон». Помимо него, в группировке на первых ролях были Валерий Длугач по кличке «Глобус», Виктор Коган по кличке «Жид», Анатолий Семёнов по кличке «Рэмбо». Территорией группировки являлся Бауманский район Москвы. Основным занятием ОПГ в те годы являлся рэкет, вымогательство в отношении бизнесменов. Группировка считалась «беспредельщиками», особенно её часть, возглавляемая Глобусом. Штаб группировки располагался в посёлке Апрелевка, где жил Длугач.

## Смена руководящего состава группировки
Однако в 1993—1995 годах по Москве прокатилась волна заказных убийств лидеров столичных ОПГ. Не избежали этой участи и «бауманские». 10 апреля 1993 года Глобус был застрелен из карабина СКС вместе со своим охранником возле дискотеки «У ЛИС'Са» на Олимпийском проспекте. Уже 12 апреля в собственном подъезде был застрелен Рэмбо. Исполнитель действовал по заранее разработанному плану и был настоящим профессионалом. На следующий день Жид был расстрелян в помещении обувной мастерской (переоборудованном в зал игровых автоматов) на Елецкой улице вместе с двумя случайными людьми.
17 января 1994 года Ваннер зашёл пострелять в тир. В это время за ним следили сотрудники наружного наблюдения. После этого Бобон сел в свою машину и сумел скрыться от них. Спустя несколько часов он был застрелен в своей машине неподалёку от Волоколамского шоссе. Погиб также его телохранитель Михаил Глодин. Во время покушения в машине находилась малолетняя дочка Ваннера, но Михаил Глодин успел накрыть девочку благодаря чему она осталась жива. По ряду слухов, к ликвидации «бауманских главарей» приложила руку «Белая стрела». Позже следствие установило, что Бобона расстреляли члены Ореховской и Курганской группировок, Александр Солоник «Саша Македонский» (киллер Курганской ОПГ), Алексей Монин «Моня» (член Курганской ОПГ) и Сергей Буторин (авторитет Ореховской ОПГ).
Позиции группировки сильно пошатнулись. Сплотить вновь группировку смог в 1995 году ранее судимый за мошенничество Андрей Журавлёв по кличке «Терразини». Тогда же в Бауманскую ОПГ вошла Аннинская ОПГ, контролировавшая район Варшавского шоссе. Помощниками Журавлёва стали Алексей Шустов по кличке «Боксер» и Иван Костроба по кличке «Краб».

## ОПГ во второй половине 1990-х годов
ОПГ стала заниматься наркоторговлей и заказными убийствами. По некоторым данным, именно с подачи Журавлёва были совершены убийства ряда авторитетов Курганской ОПГ и руководителей их коммерческих структур. Также по приказу Журавлёва (Теразини) киллером Жомковым был убит ивановский авторитет Роганов.
Не отходили «бауманские» и от вымогательства. Фирменным способом устрашения коммерсантов было закапывание их живьём в лесах.
Так продолжалось до 1997 года, когда были арестованы члены Аннинской ОПГ во главе с Шустовым. В 1998—1999 годах были арестованы многие авторитеты «бауманских».

## Дальнейшая судьба Журавлёва и других членов Бауманской ОПГ
Журавлёв сумел бежать за границу, где оформил себе израильское гражданство. В январе 2001 года он был арестован израильской полицией по запросу российских правоохранительных органов. 11 июня 2002 года его экстрадировали в Россию (единственный случай, когда Израиль выдал своего гражданина России). Терразини было предъявлено обвинение лишь в убийстве в мае 1997 года члена группировки Александра Соколова.
В марте 2004 года суд присяжных оправдал Журавлёва. По сообщению средств массовой информации, 30 июля 2004 года его убили в посёлке Ершово Одинцовского района Московской области. Однако через некоторое время выяснилось, что это было ошибкой.
В 2001 году суд приговорил Шустова к 25 годам лишения свободы в колонии строгого режима. Ещё 7 членов группировки получили в общей сложности около 100 лет лишения свободы.
25 января 2002 года был арестован последний лидер Бауманской ОПГ Андрей Фёдоров по кличке «Монгол».